# بوبی تاسمانی
بوبی تاسمانی (نام علمی: Sula dactylatra tasmani) نام یک زیرگونه از گونه بوبی نقاب‌دار است.